# Personaggi di Gossip Girl
Questa voce contiene un elenco dei personaggi presenti nella serie di libri di Cecily von Ziegesar Gossip Girl e nella serie televisiva statunitense omonima.

## Personaggi principali

### Gossip Girl
Voce di Kristen Bell, doppiata da Valentina Mari. Narratrice onnisciente dello show, è una misteriosa blogger anonima a conoscenza dei più intimi segreti dei protagonisti, che pubblica quotidianamente sul suo blog. Nel corso della serie si cerca più volte di scoprirne l'identità. Nella quinta stagione, la blogger sparisce misteriosamente in seguito all'incidente d'auto di Blair e Chuck, e il suo posto viene preso brevemente da Georgina, che poi lo cede a Serena. Alla fine della serie, Dan rivela a tutti, tramite l'ultimo capitolo del suo nuovo libro, di essere Gossip Girl e di aver fondato il sito per entrare a far parte dell'Upper East Side: solo Jenny ne era a conoscenza.

### Serena van der Woodsen
Interpretata da Blake Lively, doppiata da Francesca Manicone. Ragazza radiosa e alla moda, è la migliore amica di Blair Waldorf, ed è conosciuta come una it girl e party-girl dalla dubbia reputazione. È comunque una delle ragazze più popolari nell'Upper East Side, e per questo invidiata e giudicata dalla maggior parte di loro. Torna nell'Upper East Side dopo un periodo di studi in un collegio nel Connecticut: nessuno sa i veri motivi della sua partenza, mentre il suo inaspettato ritorno è dovuto al tentativo di suicidio del fratello minore Eric, sebbene il fatto sia stato tenuto nascosto a tutti. Ragazza fragile e insicura, tende a cercare spesso l'appoggio del prossimo per maggiore sicurezza, ma nonostante ciò è di base una ragazza dolce e sensibile alla costante ricerca del proprio posto nel mondo e della propria indipendenza. Nel corso della serie intreccia diverse relazioni, ma il suo cuore è perennemente dibattuto in particolare tra Dan e Nate, verso i quali nutre rispettivamente sentimenti di amore e affetto.

### Blair Waldorf
Interpretata da Leighton Meester, doppiata da Eleonora Reti. Figlia della famosa stilista multimilionaria Eleanor Waldorf, i suoi genitori hanno divorziato dopo che suo padre Harold ha rivelato di essere gay. È una ragazza elegante e sempre raffinata dal carattere molto risoluto, testardo e volitivo, tanto da risultare spesso prepotente, ma dietro il quale nasconde le sue insicurezze, ed è solita pianificare ogni aspetto della sua vita e di quella degli altri. Il suo leale e fidato braccio destro è Dorota, la sua governante, che considera come una seconda madre e che l'aiuta a mettere in atto i suoi piani di vendetta. Adora Audrey Hepburn e l'età d'oro di Hollywood, e nella prestigiosa scuola che frequenta, la Constance Billard, è la "Queen B", l'ape regina che detta legge, sebbene sia riuscita a conquistare questo titolo solo dopo la partenza di Serena, la sua migliore amica. Fidanzata storica di Nate Archibald, finisce per innamorarsi, ricambiata, di Chuck: con quest'ultimo ha un rapporto molto altalenante durante il corso della serie, finché non si sposeranno e avranno un figlio, Henry Bass.

### Chuck Bass
Interpretato da Ed Westwick, doppiato da Daniele Raffaeli. Cattivo ragazzo dell'Upper East Side, è il tipico ricco viziato con un carattere narcisista, arrogante ed egocentrico, figlio del multimiliardario Bart Bass, dal quale ha ereditato il carattere manipolatore e lo sfrenato stile di vita a base di donne e alcol. Cerca di distinguersi con atteggiamenti tipici del dandy che sfociano in snobismo e classismo. Migliore amico di Nate, s'innamora di Blair, con la quale ha un rapporto altalenante durante tutta la serie perché è spaventato dalla fedeltà e dalle responsabilità che una relazione seria comportano, tuttavia più volte si mostra capace di provare un amore profondo e forte verso Blair. Man mano che il tempo passa, Chuck si impegna e si sforza per diventare più indipendente, responsabile e maturo, anche se spesso non riesce a controllare la propria impulsività e il proprio istinto vendicativo e rancoroso. Alla morte del padre, ne eredita l'impero, vendendolo e acquistando l'hotel Empire per avviare una vera e autonoma carriera da uomo d'affari.

### Nate Archibald
Interpretato da Chace Crawford, doppiato da Davide Perino. Da sempre in lotta contro i suoi sentimenti per Serena e con quelli provati per la sua fidanzata storica Blair, è il tipico figlio di papà in cerca di autonomia e indipendenza: infatti i suoi genitori, Howard e Anne Archibald, hanno da sempre cercato di influenzare le sue scelte, in modo che fossero più comode a loro che a lui. Nel corso della serie si lega a diverse ragazze, ma rimane ancorato al suo vecchio amore per Serena, scoprendosi anche rivale di Dan. Nonostante i diversi litigi e dissapori che li coinvolgono, Nate e Dan diventano lo stesso buoni amici e sebbene siano innamorati della stessa ragazza, non esitano ad aiutarsi a vicenda e a venire in soccorso del prossimo. Generoso e di indole pacifica, si lascia trascinare dal suo migliore amico di sempre, Chuck Bass. Nel corso della serie decide di prendere in mano la sua vita e inizia un tirocinio presso il quotidiano New York Spectator, diventandone poi il direttore.

### Dan Humphrey
Interpretato da Penn Badgley, doppiato da David Chevalier. Ragazzo solitario e outsider per eccellenza, è il figlio dell'ex rock star, ora proprietario di una galleria di quadri, Rufus Humphrey, e di Alison Humphrey, pittrice e artista che vende le sue creazioni nella stessa galleria. Dan ha una sorella, Jenny, verso la quale è molto protettivo ed è innamorato da tempo di Serena con la quale avrà per tutta la serie un rapporto molto travagliato seppur forte. È un aspirante scrittore, onesto e di buon cuore, che frequenta la scuola privata maschile Saint Jude grazie ad una borsa di studio parziale, ma non essendo della stessa estrazione sociale dei suoi compagni, è generalmente emarginato o ignorato. Sebbene scopra e sappia che è innamorato di Serena e ciò porta diversi attriti e screzi tra i due, diventa amico stretto di Nate e lo aiuta nei momenti di difficoltà soprattutto quando il padre del ragazzo finisce in bancarotta e viene arrestato.

### Jenny Humphrey
Interpretata da Taylor Momsen, doppiata da Alessia Amendola. Nuova matricola della Costance Billard School, il suo desiderio è scalare i vertici della piramide sociale tra gli adolescenti dell'Upper East Side, arrivando a prendere il posto di Blair. Jenny ha un rapporto molto affiatato con suo fratello Dan, al quale chiede spesso aiuto e diventa la migliore amica di Eric, al quale è sinceramente affezionata. Ragazza molto ribelle e sfrontata, ma ambiziosa e determinata, si scontra spessissimo con Blair anche a causa di Chuck ed è segretamente infatuata di Nate, infatti è tanto gelosa di Serena. Nel corso della serie viene coinvolta in alcuni giri poco puliti, finendo per trasferirsi a Hudson dalla madre e poi a Londra con Eric. Sogna di fare la stilista d'alta moda, e alla fine crea un suo marchio con la Eleanor Waldorf Design, "J By Waldorf".

### Vanessa Abrams
Interpretata da Jessica Szohr, doppiata da Federica De Bortoli. Amica d'infanzia di Dan, torna in città dopo essersi trasferita nel Vermont in seguito alla rottura con il ragazzo; nonostante questo, è ancora innamorata di lui ed è quindi gelosa di Serena. Dopo gli attriti iniziali, però, tra le due ragazze nasce un rapporto onesto e cordiale. Il suo sogno è diventare una regista cinematografica.

### Rufus Humphrey
Interpretato da Matthew Settle, doppiato da Francesco Bulckaen. Ex componente della rock band statunitense Lincoln Hawks e ora proprietario di una galleria d'arte nella quale vengono venduti anche i dipinti dalla sua ex moglie Alison, è il padre affettuoso di Dan e Jenny, e fa di tutto per dare ai suoi figli un'ottima educazione e dei sani principi. Nutre ancora dei sentimenti per la sua ex storica Lily van der Woodsen, con la quale, nel corso della serie, riallaccia i rapporti, fino ad arrivare al matrimonio. Scopre anche che la donna, durante la loro storia d'amore quando erano giovani, ha avuto un figlio da lui, poi dato in adozione. 

### Lily van der Woodsen
Interpretata da Kelly Rutherford, doppiata da Francesca Guadagno. Originaria di una famiglia benestante della California, suo padre Richard era un produttore musicale e sua madre Celia era originaria dell'Upper East Side. Ex groupie dei Lincoln Hawks e ora milionaria divorziata, è la madre di Serena ed Eric. Durante la sua giovinezza da groupie, ha avuto un'intensa relazione con Rufus Humphrey, che riallaccia nel corso della prima stagione, sposando però Bart Bass. Quando quest'ultimo muore, Lily adotta Chuck e poi diventa la moglie di Rufus. Il loro matrimonio viene in seguito annullato quando si scopre che Bart è ancora vivo.

### Georgina Sparks
Interpretata da Michelle Trachtenberg, doppiata da Emanuela D'Amico. È una vecchia amica di Serena, con la quale ha spesso vissuto esperienze al limite del consentito, tra alcol, droghe e sesso sregolato. Nella prima stagione torna a Manhattan per rovinare Serena per un evento del loro comune passato, ma il suo piano fallisce e viene ricoverata in un centro per ragazze problematiche. Continua per tutta la serie a tessere diversi intrighi, soprattutto ai danni di Blair e Serena.

### Charlie Rhodes / Ivy Dickens
Interpretata da Kaylee DeFer, doppiata da Gemma Donati. Nata in Florida e cresciuta in un parcheggio, quando a otto anni suo padre, eroinomane, muore, decide di diventare attrice. Viene assunta da Carol Rhodes per impersonare la figlia diciottenne Charlie, cugina di Serena ed Eric. Avendo avuto un'infanzia difficile, si affeziona presto ai membri della famiglia van der Woodsen e lotta per impedire che scoprano la sua vera identità, avvicinandosi in particolare alla nonna di Serena, Cece.

### Eric van der Woodsen
Interpretato da Connor Paolo, doppiato da Alessio Puccio. È il fratello minore di Serena, omosessuale. Nel corso della serie, diventa amico stretto e confidente di Jenny, e vede in Chuck una figura fraterna. Nella quinta stagione si trasferisce a Londra a studiare insieme a Jenny.

## Personaggi ricorrenti

### Eleanor Waldorf
Interpretata da Florencia Lozano (episodio 1x01) e Margaret Colin (dall'episodio 1x02), doppiata da Daniela D'Angelo. Fashion designer multimilionaria e madre di Blair, si è appena separata dal marito Harold dopo il coming out di quest'ultimo. È spesso in viaggio d'affari per promuovere la sua linea di abiti d'alta moda Waldorf Design. Sembra priva di sentimenti umani per la figlia, che critica in continuazione, ma le vuole molto bene. Nella seconda stagione si risposa con Cyrus Rose, avvocato di Manhattan, e nella quinta lascia la sua azienda a Blair.

### Dorota Kishlovsky
Interpretata da Zuzanna Szadkowski, doppiata da Micaela Incitti. Domestica tuttofare della famiglia Waldorf, viene quasi sfruttata da Blair, che le ordina party all'ultimo momento o missioni segrete. È molto affezionata alla ragazza sostituendo in pratica la madre Eleanor, spesso assente. Nella terza stagione si scopre che ha una relazione con il portiere Vanya e, dopo aver scoperto di essere incinta, i due si sposano in una cerimonia organizzata da Cyrus e Eleanor, che regalano alla coppia un appartamento. Poco dopo partorisce la sua primogenita, Anastasia e, nella quinta stagione, Leo. Cinque anni dopo la fine della sesta stagione, nel 2017, lavora ancora per i Waldorf e spesso bada al piccolo Henry Bass.
Nella webserie Chasing Dorota, ambientata durante la seconda stagione attorno al diciottesimo episodio, L'età dell'innocenza, si scopre che Dorota è una contessa polacca, sposata con Stanislav, dal quale divorzia per cominciare una storia con Vanya.

### Bart Bass
Interpretato da Robert John Burke, doppiato da Pierluigi Astore. Padre multimilardario di Chuck, amante delle belle e giovani donne, frequenta Lily van der Woodsen, che sposa nella prima stagione. Proprietario di molti hotel di Manhattan, nella seconda stagione muore a causa di un incidente stradale. Nella quinta stagione si scopre che aveva inscenato la sua morte per proteggere la famiglia dalle rappresaglie di un suo pericoloso concorrente in affari, ma Chuck e i suoi amici riescono a neutralizzare quest'individuo: Bart esce così allo scoperto e riprende il controllo delle industrie Bass escludendo Chuck. Desideroso di vendetta, nella sesta stagione Chuck scopre che il padre ha comprato illegalmente del petrolio sudanese, uccidendo chi l'aveva scoperto. Le indagini del figlio mettono Bart in allarme e pertanto lo minaccia di far del male a Blair se non partirà per Mosca senza fare più ritorno. L'aereo su cui viaggia Chuck, sabotato, precipita, ma il ragazzo non c'è mai salito e, in un confronto tra padre e figlio su un tetto, Bart cade di sotto, morendo.

### Jack Xavier Bass
Interpretato da Desmond Harrington, doppiato da Loris Loddi (stagione 2) e Christian Iansante (dalla stagione 3). È lo zio di Chuck, giunto in città dopo la morte del fratello maggiore Bart, con lo scopo di ereditarne l'impero, ma fallisce. Proprietario delle industrie Bass in Australia, nella terza stagione torna dall'Australia per rubare l'hotel Empire a Chuck e ha una relazione con la madre del ragazzo. Alla fine, però, la donna lo lascia e Chuck si riprende l'hotel. Nella quarta stagione aiuta il nipote a fare in modo che Russell Thorpe non prenda il controllo dell'azienda di famiglia. Nella quinta stagione Chuck scopre che suo padre Bart è ancora vivo e che Jack lo aiutava a rimanere nascosto nell'ombra; una volta che il fratello maggiore ritorna allo scoperto, esclude sia Chuck sia Jack dalla società: per questo motivo i due si coalizzano per poter combattere Bart. Nella sesta stagione aiuta più volte Chuck e Blair, e, cinque anni dopo il loro matrimonio,  ha una relazione con Georgina.

## Altri personaggi
- Alison Humphrey (stagione 1), interpretata da Susan Misner, doppiata da Roberta Pellini
È la madre di Dan e Jenny ed ex moglie di Rufus. È una pittrice.
- Elise Wells (stagione 1), interpretata da Emma Demar
È un'amica di Blair e fa parte delle Perfide.
- Asher Hornsby (stagione 1), interpretato da Jesse Swenson, doppiato da Flavio Aquilone
Un ragazzo dell'Upper West Side, è il primo ragazzo di Jenny. È gay e ha una breve relazione con Eric.
- Katia "Kati" Farkas (stagioni 1, 4-6), interpretata da Nan Zhang, doppiata da Licia Miorando
È un'amica di Blair e fa parte delle Perfide.
- Hazel Williams (stagioni 1-2), interpretata da Dreama Walker, doppiata da Francesca Rinaldi
È un'amica di Blair, alla quale Jenny ruba un vestito, e fa parte delle Perfide.
- Isabel Coates (stagioni 1-2, 4), interpretata da Nicole Fiscella, doppiata da Roberta De Roberto
È un'amica di Blair e fa parte delle Perfide.
- Nelly Yuki (stagioni 1-2, 6), interpretata da Yin Chang, doppiata da Letizia Ciampa
Una ragazza molto studiosa, diventa amica di Blair ed entra a far parte delle Perfide, ma poi viene esclusa dal gruppo quando riesce a entrare all'università di Yale al posto di Blair. Ricompare nella sesta stagione, dove, dopo essersi laureata in anticipo e aver acquisito molta più sicurezza, tanto da non farsi più intimidire da Blair, lavora come giornalista per Women's Wear Daily. Ha sempre provato una segreta infatuazione per Dan.
- Bex Simon (stagioni 1-2), interpretata da Jill Flint
È una gallerista che esce alcune volte con Rufus.
- Anne Archibald (stagioni 1-2, 4), interpretata da Francie Swift, doppiata da Sabrina Duranti
Madre di Nate e moglie di Howard, chiude gli occhi sui problemi del marito e cerca di salvare le apparenze imponendo al figlio scelte che il ragazzo non vorrebbe fare. Nella quarta stagione, chiede il divorzio.
- Howard "Howie" Archibald (stagioni 1-2, 4, 6), interpretato da Sam Robards, doppiato da Fabrizio Pucci
Padre di Nate e marito di Anne, ha problemi legati alla cocaina, che hanno provocato inoltre enormi debiti che minacciano la sua società. Howie, chiamato anche il "Capitano", è un uomo che influenza sempre le scelte del figlio Nate, imponendo la sua autorità. Desidera che Nate vada alla Dartmouth, nonostante il rifiuto di questo. Dopo essere stato accusato di frode, fugge nella Repubblica Dominicana, ma viene arrestato grazie a Nate. Nella quarta stagione, sconta la sua pena in prigione; viene poi rilasciato con la libertà sulla parola e lavora per breve tempo per Russell Thorpe.
- Penelope Shafai (stagioni 1-2, 4-5), interpretata da Amanda Setton, doppiata da Lidia Perrone
È un'amica di Blair e fa parte delle Perfide. Nella quarta stagione, Blair la ritrova alla Columbia.
- Harold Waldorf (stagioni 1-2, 5), interpretato da John Shea, doppiato da Francesco Prando
 Padre di Blair ed ex marito di Eleanor, ha divorziato da quest'ultima dopo aver scoperto di essere gay. Vive con il suo fidanzato francese Roman in una cascina a Lione. Nella seconda stagione rimane molto colpito dal comportamento di Blair, che per essere ammessa a Yale racconta una menzogna riguardo alla professoressa Rachel e Dan Humphrey. Torna nella quinta stagione per il matrimonio della figlia.
- Carter Baizen (stagioni 1-3), interpretato da Sebastian Stan, doppiato da Andrea Mete
 Un ragazzo inquieto e problematico, benestante ma insofferente nei confronti della vita che conduce, decide di partire e andare in giro per il mondo per fare nuove esperienze. Ha iniziato Chuck e Nate agli spinelli. Nella prima stagione, cerca di raggirare Nate a poker e Chuck decide di vendicarsi, facendo credere che sia il nuovo fidanzato di Blair, e Nate lo prende a pugni durante il ballo delle debuttanti. Nella seconda stagione, Elle, una giovane donna che ha preso parte ad un incontro di un club segreto di cui sia Carter che Bart Bass risultano essere membri, gli chiede i soldi per lasciare il paese. Chuck fa espellere Carter dalla società segreta e il ragazzo si vendica, approfittando di un crollo nervoso di Blair per metterle le mani addosso. Serena, però, minaccia di raccontare di alcuni non specificati avvenimenti di Santorini, e lo costringe così a lasciare la città. Nella terza stagione, passa l'estate con Serena in Europa alla ricerca del padre di lei e intreccia una relazione con la ragazza.
- Celia "CeCe" Rhodes (stagioni 1-5), interpretata da Caroline Lagerfelt, doppiata da Aurora Cancian e Alessandra Korompay (da giovane)
È la nonna di Serena e madre di Lily. Muore nella quinta stagione.
- Aaron Rose (stagione 2), interpretato da John Patrick Amedori, doppiato da Emiliano Coltorti
È il figlio di Cyrus nonché fratellastro di Blair. Intraprende una relazione con Serena, ma lei la chiude perché è ancora innamorata di Dan.
- Catherine Beaton (stagione 2), interpretata da Mädchen Amick, doppiata da Daniela Calò
Duchessa inglese, ha un affair con Nate. Nonostante sia sposata con il padre di Marcus, ha una relazione segreta anche con il figliastro.
- Marcus Beaton (stagione 2), interpretato da Patrick Heusinger, doppiato da Gianfranco Miranda
Lord inglese, è stato fidanzato con Blair prima che lei scoprisse la relazione che il ragazzo aveva con la matrigna.
- Rachel Carr (stagione 2), interpretata da Laura Breckenridge, doppiata da Monica Vulcano
È una professoressa che ha una storia con Dan.
- Poppy Lifton (stagione 2, 6), interpretata da Tamara Feldman
Un'amica di Serena, è una finta ricca e ordisce un piano per rubare dei soldi alla famiglia di Serena e agli amici della ragazza. Nella sesta stagione, si scopre che è diventata stilista.
- Scott Rosson (stagioni 2-3), interpretato da Chris Riggi, doppiato da Simone Crisari
È il figlio di Lily e Rufus dato in adozione.
- William van der Bilt (stagioni 2-3, 5), interpretato da James Naughton
È il nonno materno di Nate.
- Agnes Andrews (stagioni 2-3, 6), interpretata da Willa Holland, doppiata da Letizia Scifoni
È una modella che spinge Jenny a mettersi contro Eleanor Waldorf e creare un marchio di moda tutto suo.
- Jonathan Whitney (stagioni 2-4), interpretato da Matt Doyle, doppiato da Simone Veltroni
È il fidanzato di Eric.
- William "Tripp" van der Bilt III (stagioni 2-5), interpretato da Aaron Tveit, doppiato da Gabriele Lopez
Cugino di Nate, candidato al Congresso, nella seconda stagione sposa Maureen, la sua fidanzata, e nella terza ha una breve relazione con Serena. Nella quinta stagione, preso da un impeto d'invidia nei confronti di Nate, per il quale il nonno sembra provare più ammirazione, manomette la limousine del cugino attentando alla sua vita. Nate e suo nonno, con l'aiuto di Serena e di Gossip Girl, scoprono l'accaduto e obbligano Tripp a confessare il tutto alla polizia.
- Cyrus Rose (stagioni 2-6), interpretato da Wallace Shawn, doppiato da Mino Caprio
È il secondo marito di Eleanor Waldorf e padre di Aaron.
- Bree Buckley (stagione 3), interpretata da Joanna García, doppiata da Ilaria Latini
Figlia della famiglia rivale di quella di Nate, ha una breve relazione con il ragazzo. Il suo obiettivo è trovare Carter Baizen, che ha lasciato sua cugina all'altare.
- Olivia Burke (stagione 3), interpretata da Hilary Duff, doppiata da Perla Liberatori
Attrice di fama internazionale, è la compagna di stanza di Vanessa alla NYU, alla quale si è iscritta per provare una normale esperienza da college. Comincia una relazione con Dan, che però lascia quando si accorge che lui è innamorato di Vanessa. Alla fine della sesta stagione recita, insieme a Lola, nella trasposizione cinematografica dell'autobiografia di Ivy.
- Jane Cordelia Trapp (stagione 3), interpretata da Meg McCrossen, doppiata da Joy Saltarelli
È una delle Perfide di Jenny.
- Damien Dalgaard (stagioni 3-4), interpretato da Kevin Zegers, doppiato da Fabrizio De Flaviis
Figlio di un ambasciatore, spaccia droga. Nella terza stagione ha una relazione con Jenny, che fa entrare nel giro. Nella quarta stagione aiuta Blair e Dan a scoprire la verità su Juliet Sharp e diventa amico di Eric, che compra droga da lui. In seguito, venuto a conoscenza della falsa denuncia di Lily, minaccia Eric di rivelarlo alla polizia, ma Dan e Nate dicono a suo padre della sua attività da spacciatore.
- William van der Woodsen (stagioni 3-6), interpretato da William Baldwin, doppiato da Massimo Rossi
Il padre di Serena ed Eric, è un medico. Nella terza stagione fa credere all'ex moglie Lily di aver un cancro per starle vicino e riconquistarla, ma viene scoperto e fugge. Nella quarta stagione torna in città con CeCe e Carol quando Lily viene arrestata. Nella quinta stagione si scopre che è il padre di Lola, figlia di Carol e nipote di Lily. Nella sesta stagione ha una relazione con Ivy e collabora con la ragazza per separare Lily da Bart; con la morte di quest'ultimo, si scopre che in realtà il suo unico scopo era tornare con Lily, cosa che avviene.
- Eva Coupeau (stagione 4), interpretata da Clémence Poésy
 Una ragazza francese, di umili origini, salva Chuck dopo che il ragazzo è stato ferito da un proiettile a Praga. Cominciano una storia e la ragazza riesce a cambiare Chuck. Quest'ultimo la perdona anche dopo aver scoperto che era una prostituta, ma alla fine è Eva a rompere con lui perché sa che tra lui e Blair non è finita.
- Ben Donovan (stagione 4), interpretato da David Call, doppiato da Gabriele Trentalance
 Il fratello di Juliet, è in prigione. È stato per breve tempo l'insegnante di Inglese di Serena al collegio; i due avevano una forte intesa, ma lui la rifiutò data la giovane età della ragazza. Quando Serena è tornata a Manhattan, per colpa della sua firma Ben è finito in prigione con l'accusa di stupro ed è stato condannato a cinque anni per il crimine che, in realtà, non aveva commesso. Per questo, lui e Juliet elaborano un piano per rovinare la vita di Serena per sempre. Alla fine si scopre che è stata Lily, falsificando la firma della figlia, a mandarlo in prigione per permettere a Serena di tornare alla Constance, pensando che comunque avessero avuto una relazione. Scoperta la verità, Lily lo fa uscire di prigione sulla parola e gli dà dei soldi per allontanarlo dalla famiglia, ma lui li rifiuta. Va a vivere con Dan su richiesta di Rufus perché Serena non vuole che vada via dalla città.
- Russell Thorpe (stagione 4), interpretato da Michael Boatman, doppiato da Fabrizio Vidale
Un amico di vecchia data di Bart Bass, visto che quest'ultimo ha rovinato molti dei suoi affari decide di comprare le industrie Bass. Ha avuto una relazione con Lily e non vuole che la figlia Raina esca con Chuck. Prova odio nei confronti di Bart perché sua moglie aveva una relazione con Bart: per vendicarsi Russell decise d'intrappolare il rivale in un edificio in fiamme per ucciderlo, ma a morire fu la signora Thorpe. Quando Chuck lo scopre gli intima di lasciar perdere le industrie Bass, ma Russell cerca di fare del male a Blair; grazie a Chuck, Nate e Raina l'uomo viene infine arrestato.
- Raina Thorpe (stagione 4), interpretata da Tika Sumpter, doppiato da Domitilla D'Amico
 La figlia di Russell Thorpe, Chuck la scambia per la sua assistente e per questo lei finge di esserlo davvero. Ha una relazione con Chuck, ma rompono a San Valentino, e si avvicina a Nate.
- Juliet Sharp (stagioni 4, 6), interpretata da Katie Cassidy, doppiata da Jolanda Granato
 La fidanzata di Nate all'inizio della quarta stagione. Insieme a Vanessa e Jenny fa finire Serena al centro Ostroff per vendicarsi del fatto che, per colpa sua, il fratello Ben è andato in prigione. Alla fine, però, le due ragazze fanno pace quando Juliet scopre che in realtà è stata Lily a firmare il documento che ha causato la sentenza di cinque anni di prigione, e parte promettendo di non fare più del male a nessuno.
- Louis Grimaldi (stagioni 4-5), interpretato da Hugo Becker, doppiato da Serge Pirilli
 L'erede al trono del principato di Monaco, incontra Blair a Parigi e s'innamora di lei. Non volendo che la ragazza si interessi soltanto al suo titolo, finge di essere un autista, anche se poi Blair scopre la verità. La ragazza, però, lo respinge perché deve tornare a Manhattan ed è ancora innamorata di Chuck; alla fine della serie, arrivato a New York a cercarla, le propone di sposarlo e Blair accetta. È paranoico sul rapporto tra Blair e Chuck. Dopo il matrimonio, Louis fa capire a Blair di non amarla e che il loro è solo un matrimonio di facciata; di conseguenza, la ragazza chiede il divorzio.
- Diana Payne (stagione 5), interpretata da Elizabeth Hurley, doppiata da Laura Boccanera
 Ricca donna d'affari di Los Angeles, si trasferisce a New York e diventa la proprietaria del NY Spectator, tabloid che intende fare concorrenza a Gossip Girl. Assume Nate come giornalista e scopre il segreto di Ivy. A una festa Diana rivela di essere la madre di Chuck a Serena ed il tutto viene mandato in diretta su Gossip Girl; solo dopo si scopre che è una bugia per nascondere che Bart Bass è ancora vivo. Il suo vero nome è India e gestisce un sex club.
- Beatrice Grimaldi (stagione 5), interpretata da Roxane Mesquida, doppiata da Georgia Lepore
La sorella minore di Louis, mira a salire al trono al posto del fratello. Ha una relazione segreta con padre Cavalia.
- Charlotte "Lola" Rhodes (stagioni 5-6), interpretata da Ella Rae Peck, doppiata da Gaia Bolognesi
È la vera figlia di Carol, nonché cugina di Serena ed Eric. A causa dell'apprensività di sua madre, mente sulla sua vita, lavorando con un'organizzazione di eventi per pagarsi gli studi di recitazione. All'inizio la scoperta di avere un'altra famiglia la sconvolge, ma piano piano comincia ad adattarsi alla vita sfarzosa di chi fa parte dell'élite di Manhattan. Inizia una storia con Nate e si scopre che suo padre è William van der Woodsen, ex marito di Lily e padre di Eric e Serena, e questo fa di lei la loro sorellastra. Quando Lily fa arrestare Carol per frode, Lola decide di vendicarsi di lei con l'aiuto di Ivy. Nella sesta stagione riesce a diventare un'attrice e, cinque anni dopo il matrimonio di Blair e Chuck, nel 2017, recita insieme a Olivia Burke nella trasposizione cinematografica dell'autobiografia di Ivy.
- Steven Spence (stagione 6), interpretato da Barry Watson, doppiato da Alessandro Quarta
È un miliardario con una figlia diciassettenne di nome Sage, avuta dal suo precedente matrimonio. Inizia una relazione con Serena, osteggiata, però, da Sage, che diffonde un video hard in cui Serena e Dan fanno l'amore: questo porta Steven a lasciare Serena proprio prima che la chieda in moglie. Prova un paio di volte a tornare con lei, ma alla fine capisce di non poter stare con una ragazza la cui vita è sempre al centro di scandali e complotti.
- Natasha "Sage" Spence (stagione 6), interpretata da Sofia Black-D'Elia, doppiata da Eva Padoan
Sage è la figlia diciassettenne di Steven e non è a favore della relazione fra suo padre e Serena, riuscendo, alla fine, a farli lasciare. Ha una relazione con Nate.